# Janez Lampič (Skilangläufer)
Janez Lampič (* 27. September 1996 in Ljubljana) ist ein ehemaliger slowenischer Skilangläufer. 

## Werdegang
Lampič, der für den TSK Triglav Kranj startete, nahm von 2012 bis 2016 vorwiegend an Juniorenrennen des Alpencups teil. Dabei erreichte er in der Saison 2015/16 den siebten Platz in der U20-Gesamtwertung. Seine besten Platzierungen bei den Nordischen Junioren-Skiweltmeisterschaften 2015 in Almaty waren der 13. Platz im Sprint und der achte Rang mit der Staffel. Im Januar 2016 debütierte er in Planica im Skilanglauf-Weltcup und belegte dabei den 40. Platz im Sprint und den 21. Rang zusammen mit Miha Šimenc im Teamsprint. Bei den Nordischen Junioren-Skiweltmeisterschaften 2016 in Râșnov errang er den 57. Platz über 10 km klassisch, den 40. Platz über 10 km Freistil und den 16. Platz im Sprint. Ende Januar 2017 gelang ihn bei den U23-Weltmeisterschaften 2017 in Soldier Hollow der 15. Platz im Sprint. Bei den Nordischen Skiweltmeisterschaften 2017 in Lahti belegte er den 37. Platz im Sprint und den 13. Rang zusammen mit Miha Šimenc im Teamsprint. Im März 2017 holte er in Drammen mit dem 11. Platz im Sprint seine ersten Weltcuppunkte. Dies war zugleich seine beste Platzierung im Weltcup. Im folgenden Jahr lief er bei den Olympischen Winterspielen in Pyeongchang auf den 46. Platz im Sprint und auf den 21. Rang zusammen mit Miha Šimenc im Teamsprint. Bei den Nordischen Skiweltmeisterschaften 2019 in Seefeld in Tirol belegte er den 32. Platz im Sprint und den neunten Rang zusammen mit Miha Šimenc im Teamsprint und bei den Nordischen Skiweltmeisterschaften 2021 in Oberstdorf den 55. Platz im Sprint und den 19. Rang zusammen mit Vili Črv im Teamsprint. Letztmals international startete er im folgenden Jahr bei den Olympischen Winterspielen in Peking. Dort lief er auf den 74. Platz im Sprint und auf den 14. Rang mit der Staffel.

## Teilnahmen an Weltmeisterschaften und Olympischen Winterspielen

### Olympische Spiele
- 2018 Pyeongchang: 19. Platz Teamsprint Freistil, 44. Platz Sprint klassisch
- 2022 Peking: 14. Platz Staffel, 74. Platz Sprint Freistil

### Nordische Skiweltmeisterschaften
- 2017 Lahti: 13. Platz Teamsprint klassisch, 36. Platz Sprint Freistil
- 2019 Seefeld in Tirol: 8. Platz Teamsprint klassisch, 32. Platz Sprint Freistil
- 2021 Oberstdorf: 19. Platz Teamsprint Freistil, 55. Platz Sprint klassisch